# 天使とYu-Waku
「天使とYu-Waku」（てんしとゆうわく）は、1989年2月22日にNECアベニューから発売された川越美和の2枚目のシングルである。

## 概要
- 初のオリコントップ100入り。
- 表題曲は我妻佳代の2枚目のアルバムに「涙に溶けた天使」として収録される予定だった。川越の象印マホービンのCM出演から、湯沸く→Yu-Wakuと曲名変更を行い発売[1]。

## 収録曲
1. 天使とYu-Waku
作詞：森雪之丞、作曲：安藤高弘、編曲：鷺巣詩郎
2. 素足のメッセージ
作詞：水野有平、作曲：松澤弘明、編曲：鷺巣詩郎